# Raul Sampaio
Raul Sampaio Cocco, né le 6 juillet 1928 à Cachoeiro de Itapemirim et mort le 26 janvier 2022 à Cachoeiro de Itapemirim,,, plus connu sous le nom de Raul Sampaio, est un auteur compositeur interprète brésilien. Il a composé la chanson My Little Cachoeiro interprétée par le chanteur Roberto Carlos en l'honneur de la ville où ils sont nés. 

## Biographie
Raul Sampaio étudie, respectivement, aux établissements Liceu Muniz Freire, Bernardino Monteiro et à la Technical Trade School, tous situés à Cachoeiro.   
Sa carrière artistique débute à la station ZYL-9, l'unique radio de Cachoeiro, en tant que soliste pour l'ensemble Dois Jacks et uma Dama. En 1949, après son service militaire, il s'installe à Rio de Janeiro, et travaille dans un commerce d'instrument de musique jusqu'en 1952. Cette année là, il intègre l'ensemble du Trio de Ouro (pt) aux côtés de Herivelto Martins et Lourdinha Bittencourt (épouse de Nelson Gonçalves).  
Sa première chanson à succès est Poor Umbrella en 1950. Il est l'auteur de plus de 200 compositions musicales. Il a pour partenaires, entre autres, Benil Santos, Herivelto Martins, Rubens Silva, Ivo Santos, René Bittencourt, Marino Pinto, Carlos Nobre, Chico Anísio, Haroldo Lobo.   
Il chante ses propres chansons mais en a écrits et composés pour, entre autres, Três Marias, Trio de Ouro, Gilberto Milfont, Alcides Gerardi, Francisco Carlos, Carlos Galhardo, Orlando Silva, Anísio Silva, Nélson Gonçalves, Miltinho, Carlos José.  
Raul Sampaio vit aujourd'hui à Marataizes, dans le sud de Espírito Santo, à un peu plus de 40 km de Cachoeiro, il joue  à la « cathédrale de la samba », accompagné de nombreux autres mélomanes. 

## Reconnaissance
Pour ses chansons Rio Quatrocentão et Rio Eterna Capital, enregistrées en 1964 et écrites avec Benil Santos, il reçoit titre de Citoyen de l'État de Guanabara.  
En 1969, il reçoit le titre cachoeirense Ausente, pour sa chanson Meu pequeno Cachoeiro, réenregistrée par son compatriote Roberto Carlos, qui a fait connaître la ville de Cachoeiro au Brésil et dans le monde entier. La chanson devient l'hyme officiel de la ville par décret municipal n°1072 du 28 juillet 1966.

## Discographie

### Compact
- O que será de mim/Quem será? (1961)
- Quem eu quero não me quer/Mal de amor (1961)
- Vai-se um amor e vem outro/Estou perdido de amor (1962)
- Briguei com meu amor/Covardia (1962)
- Palavra de carinho/O que fazer da minha vida? (1963)
- O tempo te dirá/Minha saudade (1963)

### Records
- 1961 - Raul Sampaio
- 1962 - Raul Sampaio (deuxième album)
- 1963 - Raul Sampaio
- 1965 - Quando a mulher vai embora
- 1972 - Quem viver verá
- 2001 - Raul Sampaio 50 anos depois
- 2004 - Cidades

## Vidéographie
- Cachoeiro em Três Tons